# Flugplatz Brandenburg/Mühlenfeld

i7
i11
i13
Der Flugplatz Brandenburg/Mühlenfeld (auch Segelflugplatz Mötzow, ICAO-Code: EDBE) ist ein Sonderlandeplatz im Osten der Stadt Brandenburg an der Havel zwischen dem Stadtteil Dom, dem Beetzsee, dem Dorf Mötzow und dem Ortsteil Klein Kreutz. Er wird für den Segelflugsport genutzt. Betreiber ist der Fliegerklub Brandenburg e. V., der in der 1. Segelflug-Bundesliga startet. Zugelassen ist der Flugplatz für Flugzeuge mit einem Höchstabfluggewicht (MTOW) von zwei Tonnen. Beschränkt ist er auf selbststartende Motorsegler, Segelflugzeuge, die mit Winden- und Flugzeugschlepp gestartet werden, Freiballone, Hängegleiter, Gleitsegel und Ultraleichtflugzeuge.